# Зимин, Павел Михайлович
Зимин Павел Михайлович (26 января 1904, Чебоксары, Казанская губерния, Российская империя — 7 сентября 1973, Чебоксары, РСФСР, СССР) — советский военачальник, деятель государственной безопасности; генерал-майор (1942). 
Участник депортаций народов СССР, обвинённых в сотрудничестве с гитлеровскими оккупантами. Указом Президиума ВС СССР от 08.03.1944 «О награждении орденами и медалями работников Наркомата внутренних дел и Наркомата государственной безопасности» «за образцовое выполнение специальных заданий Правительства» был награжден орденом Кутузова 2-й степени.

## Биография

### Происхождение
Родился в Чебоксарах в русской семье. С 1919 года рабочий чебоксарского лесопильного завода «25-е Октября», одновременно был зачислен в отряд частей особого назначения. В 1920 году вступил в ряды Красной Армии. С 1922 года проходил службу в Пограничных войсках ГПУ-ОГПУ-НКВД в должности начальника заставы, затем в органах пограничной разведки. Был инструктором, старшим инструктором пограничного отряда. В 1926 году вступил в ВКП(б).
В 1935 году окончил Высшую пограничную школу и стал преподавать в ней. После окончания в 1940 году Военной академии им. М. В. Фрунзе проходил службу в Главном управлении пограничных войск НКВД СССР. С сентября 1940 года подполковник Зимин П. М. начальник 4-го отделения 2-го Отдела ГУПВ НКВД СССР.

### Великая Отечественная война
Великую Отечественную войну встретил на стыке участков 86–го и 87-го пограничных отрядов в районе деревни Попово–Пруске в Белостокской области в группе генерал–лейтенанта Г. Г. Соколова. По приказу начальника пограничных войск НКВД СССР остался в Осовецком укрепрайоне, для организации взаимодействия частей РККА и погранвойск. 
C июля 1941 года подполковник Зимин П.М. назначается заместителем начальника штаба войск НКВД по Охране войскового тыла Западного направления, с октября 1941 года начальник штаба Войск НКВД по охране тыла Западного фронта, с ноября 1941 года полковник Зимин П.М. заместитель Военного Коменданта Города Москвы. 
Служил также начальником штаба войск по охране тыла Западного, Крымского, Северо-Кавказского фронтов; командиром Грозненской дивизии; заместителем начальника войск по охране тыла действующей Красной Армии. В 1942 году был контужен. 
С марта 1942 года начальник штаба ПВ НКВД Черноморского округа – Управления Войск НКВД по охране тыла Крымского фронта. С июля начальник штаба Управления войск НКВД по охране тыла Северо-Кавказского фронта (I ф.) и с ноября 1942 года генерал-майор Зимин П.М. командующий Грозненского Особого оборонительного района и командир Грозненской (Особой, Отдельной) дивизии войск НКВД, которая вместе с войсками фронта не пропустила фашистов на Кавказ и к стратегическим бакинским и грозненским нефтедобывающим районам страны.
С января 1943 года начальник Управления Войск НКВД по охране тыла Северо-Кавказского фронта (I ф.). С мая 1943 года генерал-майор Зимин П.М. заместитель начальника Главного Управления Войск НКВД по охране тыла Действующей Красной Армии (по разведке).
С ноября 1944 года начальник Управления войск НКВД по охране тыла 1-го Белорусского фронта (II формирования). При решении задач по охране тыла фронта войска под командованием генерала Зимина П. М. задержали и разоблачили агентов-разведчиков противника и диверсантов, террористов, агентов контрразведки, изменников и предателей Родины – 852; активных фольксдойче и фольксштурм – 761; задержано при очистке тыла фронта различного преступного элемента, немецких колонистов и других ставленников фашистов 30411; уничтожено в боевых операциях в тылу фронта 682 немецких солдата и офицера; разгромлены крупные вооруженные формирования ОУН-УПА на западных областях Украины и территории Польши, уничтожено 32 бандита.

### После войны
После окончания войны, с июля 1945 года генерал-майор Зимин П. М. начальник Управления Войск НКВД по охране тыла Группы Советских Оккупационных войск в Германии (ГСОВГ), с декабря 1946 года начальник 2-го Отдела 2-го Управления в Главном управлении пограничных войск МВД СССР. 
Уволен в запас приказом МВД СССР от 07.04.1950 года № 1606. Проживал в городе Чебоксары.

## Семья
Жена — Заслуженная артистка РСФСР М. Е. Каширская. Дочь – Светлана Павловна Каширская — работала музейным смотрителем в центральном здании Чувашского национального музея.

## Награды
- орден Ленина (1945),
- три ордена Красного Знамени (1943, 1944, 1949),
- орден Кутузова I степени (1945),
- два ордена Кутузова II степени (1944, 1945),
- орден Отечественной войны I степени (1944)
- орден Красной Звезды (1941)
- медаль «За оборону Кавказа»
- медаль «За оборону Москвы»

## Память
В 2018 году в доме по улице Карла Маркса в Чебоксарах установлена мемориальная доска.
15 июня 2018 г. состоялось открытие мемориальной доски в память о  заслуженной артистке РСФСР Марие Ефимовне Каширской по адресу г. Чебоксары, ул. К. Маркса, д.51. Со своим супругом генерал-майором Павлом Михайловичем Зиминым в этом доме они жили с 1963 года.